# Ponte Alta
Ponte Alta is een gemeente in de Braziliaanse deelstaat Santa Catarina. De gemeente telt 5.228 inwoners (schatting 2009).